# Gejlig
Gejlig is een bestuurslaag in het regentschap Pekalongan van de provincie Midden-Java, Indonesië. Gejlig telt 5261 inwoners (volkstelling 2010).